# Oscilador de baixa frequência

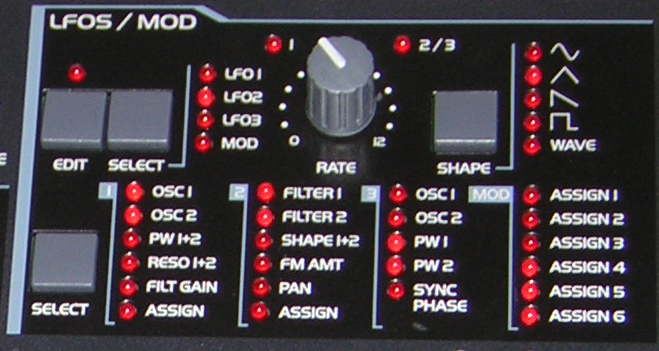
Seção LFO de um sintetizador

Oscilador de baixa frequência — ou LFO, sigla para "Low Frequency Oscillator" em inglês — é um gerador de sinais de frequência geralmente abaixo de 20 Hz, que é o limiar da faixa audível. O sinal produzido pelo LFO é utilizado para modular o sinal de áudio, criando variações cíclicas sobre parâmetros como afinação, intensidade (volume) e frequência de corte de um filtro de áudio. É um recurso disponível na maioria dos sintetizadores.

## Visão geral
Assim como os osciladores primários, geradores de sinais audíveis, o LFO gera sinais de tensão alternados, porém abaixo da faixa perceptível pelo ouvido, geralmente entre 0,25 Hz e 5 Hz. Este tipo de sinal de lenta  variação é utilizado para modular outros elementos da síntese de uma maneira constante e repetitiva.
Considere ajustar a frequência do LFO entre 4 e 5 Hz e endereçá-lo a alterar o controle de afinação de um oscilador audível. Se o valor da amplitude do sinal gerado pelo LFO (depth) for pequeno, o resultado será uma leve oscilação na afinação de 4 a 5 vezes por segundo. Este efeito é conhecido como vibrato. Da mesma forma, se o LFO for endereçado ao controle de volume do oscilador audível o resultado será o que se conhece como tremolo e, se aplicado a um filtro produzirá variações cíclicas sobre a frequência de corte gerando um efeito de Wah-wah.
Assim como em um oscilador de áudio o LFO permite ao usuário o ajuste da forma de onda (senóide, triangular, quadrada, etc.), frequência e amplitude, geralmente definida como depth. Alguns sintetizadores permitem ajustes adicionais como o sincronismo da oscilação com o metrônomo interno, atraso entre o início do som e o disparo do LFO e funções de fade-in e fade out. 

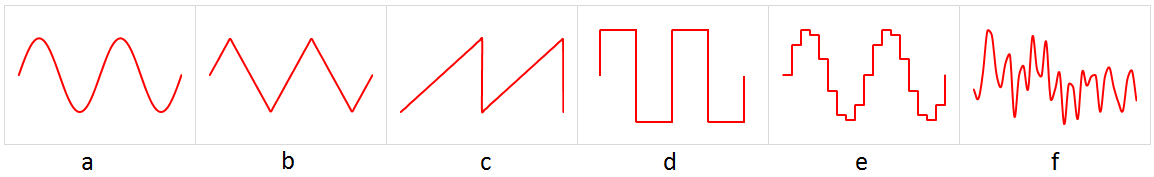
Formas de onda mais comuns utilizadas em um LFO: a) senóide; b) triangular; c) dente de serra; d) quadrada; e) sample and hold; f) aleatória.

## Formas de onda

### Senóide
Utilizada para produzir variações suaves, simétricas e contínuas, a senóide é ideal para modulações na afinação, portanto sendo ideal para produzir o vibrato.  

### Triangular
Esta forma de onda é semelhante à senoidal, porém a mudança brusca nos picos permite o uso em efeitos em que necessitam de mudanças rápidas. Uma boa aplicação para esta forma de onda é controlar a alteração da posição no estéreo (pan).

### Dente de Serra
Diferente das formas de onda acima, a onda dente de serra produz uma variação unidirecional em forma de rampa, que pode apresentar inclinação positiva ou negativa e, dependendo desta inclinação pode gerar:
- uma modulação crescente que abruptamente cai após atingir seu valor máximo, ou
- uma modulação decrescente, que sobe repentinamente ao valor máximo e depois segue em direção ao seu valor mínimo a uma taxa de variação constante.[2]

A onda dente de serra é frequentemente utilizada para produzir um efeito de "whoop ... whoop ... whoop".

### Quadrada/pulso
O LFO com a forma de onda quadrada/pulso, produz uma variação abrupta e binária (sem valores intermediários) entre dois polos. Geralmente a oscilação é simétrica, produzindo uma onda quadrada, mas alguns LFOs permitem o ajuste da largura do pulso, produzindo oscilações assimétricas. Este LFO costuma ser utilizado para dar a característica pulsante ao timbre de um som  quando endereçado à frequência de corte de um filtro. É também frequentemente utilizado para produzir um  efeito de "trinado" se endereçado à saída de um oscilador de frequência.

### Sample and Hold (S&H)
O LFO do tipo Sample and Hold, diferente dos tipos já mencionados, não possui uma forma de onda associada a ele. Pode-se dizer que é baseado na amostragem, em baixa frequência, do sinal de áudio. O LFO realiza a amostragem do sinal em uma taxa extremamente baixa e mantém na saída o nível do sinal amostrado até a próxima amostragem, mudando-se abruptamente a amplitude de saída (como em uma onda quadrada) e assim sucessivamente. O LFO Sample and Hold é bastante utilizado para criar sons com pulsação rítmica de intensidade variável. Um exemplo de aplicação deste tipo de LFO pode ser encontrado na musica Won't Get Fooled Again, da banda britânica The Who.